# Ерканд Керимай
Ерканд Керимай (на албански: Erkand Qerimaj; роден на 10 август 1988 г. във Шкодра) е албански щангист, златен медалист от Европейско първенство.

## Резултати
Състезава се на Олимпийските игри в Пекин през 2008. Той спечели златния медал на Европейското първенство през 2014 година, в категория 77 кг с резултат 349 кг в двубоя.